# Tryphon mutilatus
Tryphon mutilatus är en stekelart som beskrevs av Julius Theodor Christian Ratzeburg 1848. Tryphon mutilatus ingår i släktet Tryphon och familjen brokparasitsteklar. Inga underarter finns listade i Catalogue of Life.